# A51 (Italië)
De A51 (Autostrada 51) is het oostelijke deel van de rondweg van Milaan. Welke begint met de aansluiting op de A4 in het noordwesten van Milaan en eindigt bij het knooppunt met de A50 waar hij overgaat in de A1 naar Napels.